# Angster Jeromos
Angster Jeromos (Győr, 1739 – Pozsony, 1781. május 29.) ferences szerzetes, gimnáziumi igazgató.

## Élete
1756-ban vették fel a rendbe; 1761-ben történt pappá szentelése után a bölcselet tanára lett. 1767-ben egyházi szónokul Sopronba, majd Pestre s ismét Sopronba küldték. 1773-ban a szombathelyi gimnáziumban alkalmaztán szónoklat- és költészettanárként, később igazgató lett, ezt a tisztséget haláláig betöltötte.

## Munkái
- Panegyricus d. Franc. de com. Zichy, praesulis Jauriniensis, Sopronii. 1774
- Drama officioso-bucolicum gymnasii Sabariensis… Uo. 1775
- Idyllion… meritis honoribus dni Pauli Csődy, eccl. Sabar. canonici. Uo. 1779